# William Clay Cole

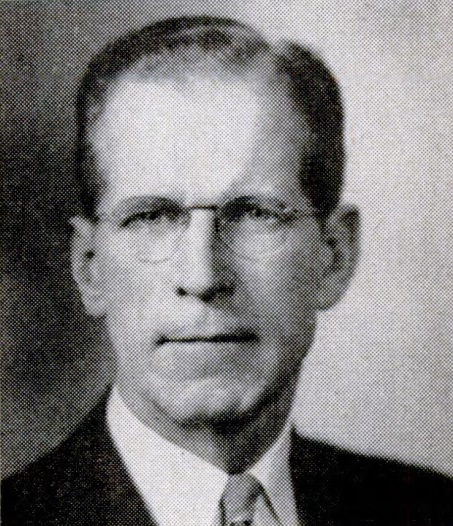
William Clay Cole

William Clay Cole (* 29. August 1897 bei Fillmore, Andrew County, Missouri; † 23. September 1965 in Saint Joseph, Missouri) war ein US-amerikanischer Politiker. Zwischen 1943 und 1955 vertrat er zweimal den Bundesstaat Missouri im US-Repräsentantenhaus.

## Werdegang
William Cole besuchte die öffentlichen Schulen seiner Heimat. Im Jahr 1916 diente er zehn Monate lang mit der Nationalgarde von Missouri an der Grenze zu Mexiko, wo es zu Spannungen kam.  Während des Ersten Weltkrieges war er 14 Monate lang im Kriegseinsatz. Nach einem Jurastudium an der St. Joseph Law School und seiner 1928 erfolgten Zulassung als Rechtsanwalt begann er in Saint Joseph in diesem Beruf zu arbeiten. Gleichzeitig schlug er als Mitglied der Republikanischen Partei eine politische Laufbahn ein. Im Jahr 1942 war er Abgeordneter im Repräsentantenhaus von Missouri.
Bei den Kongresswahlen des Jahres 1942 wurde Cole im dritten Wahlbezirk von Missouri in das US-Repräsentantenhaus in Washington, D.C. gewählt, wo er am 3. Januar 1943 die Nachfolge von Richard M. Duncan antrat. Nach zwei Wiederwahlen konnte er bis zum 3. Januar 1949 zunächst drei Legislaturperioden im Kongress absolvieren. Diese waren von den Ereignissen des Zweiten Weltkrieges und dessen Folgen geprägt. In den Jahren 1948 und 1950 bewarb sich Cole erfolglos um seinen Verbleib bzw. seine Rückkehr in den Kongress.
1952 wurde er im sechsten Distrikt seines Staates als Nachfolger von Orland K. Armstrong noch einmal in das US-Repräsentantenhaus gewählt, wo er zwischen dem 3. Januar 1953 und dem 3. Januar 1955 eine weitere Amtszeit verbringen konnte. Diese Zeit war vom Koreakrieg und den Ereignissen der Bürgerrechtsbewegung bestimmt. Im Jahr 1954 wurde er nicht wiedergewählt. Zwischen 1955 und 1960 gehörte Cole dem Berufungsausschuss für Veteranenangelegenheiten in der Bundeshauptstadt Washington an. Danach praktizierte er wieder als Anwalt in Saint Joseph, wo er am 23. September 1965 verstarb.